# Pseudomops rufescens
Pseudomops rufescens es una especie de cucaracha del género Pseudomops, familia Ectobiidae. Fue descrita científicamente por Shelford en 1912.
Habita en Perú.